# Bábtava

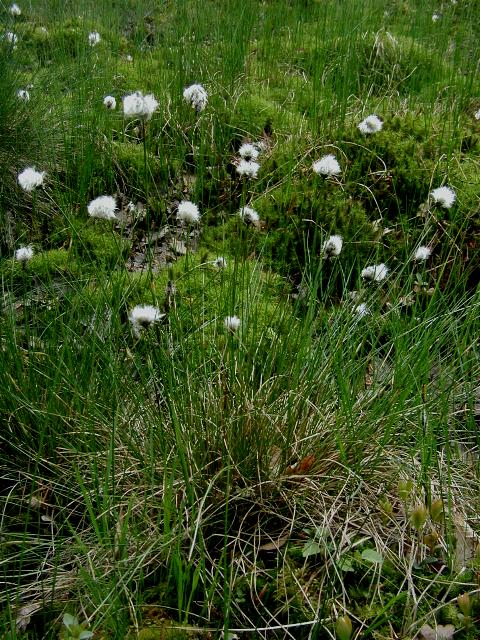
Hüvelyes gyapjúsás (Eriophorum vaginatum L.)

A jégkorszakból visszamaradt dagadólápok a Szatmár-beregi Tájvédelmi Körzet legféltettebb kincsei, melyek máig őrzik a rémúltból visszamaradt növény- és állatvilág maradványait. E hidegidőszaki reliktumok itteni fennmaradásukat a Szatmár-Beregi-síkság klímájának, valamint az őket körülvevő erdők által létrehozott sajátos mikroklímának köszönhetik. Az ittenihez hasonló jellegű társulások hazánkban csak az Északi-középhegységben, határainkhoz legközelebb pedig a Kárpátokban találhatók. Ilyen a Csaroda határában fekvő Bábtava és a Beregdaróc határában fekvő Nyírjes-tó is.
Az itteni lápok külön érdekessége, hogy folyók (főként a Tisza) lefűződött morotváiban alakultak ki. A belső, kiemelkedő lápszigetet teljes egészében élő- (a felszíni 5-10 cm-es réteg) és elhalt tőzegmoha (akár 2-7 m vastagságú tőzegréteg) alkotja. Ezt az úgynevezett "szigetet" lápi és mocsári társulások övezik (éger- és fűzláp, magassásos, harmatkásás). A dagadóláp "alapját" a tőzegmohák (leggyakoribb fajaik: Sphagnum palustre, Sphagnum magellanicum, Sphagnum recurvum) által létrehozott zsombék-semlyék rendszer alkotja.

## Növényvilága

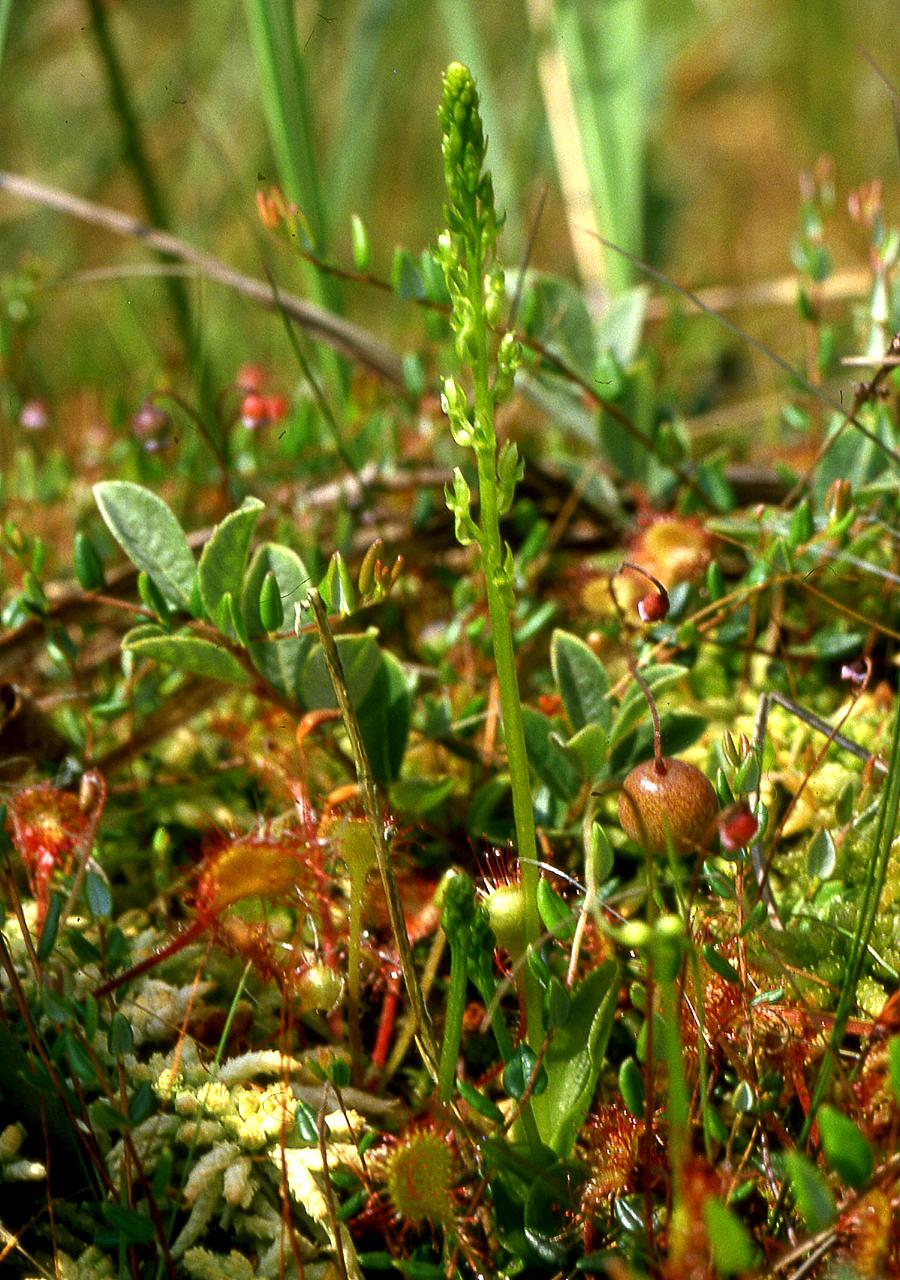
Tőzegorchidea (Hammarbya paludosa)

A Bábtava jégkorszaki maradványnövényekkel benőtt tőzegmoha szőnyege három féle tőzegmohából áll, rajta fehér pamacsokban pattannak ki a hüvelyes gyapjúsás virágai, zsombékjait át- meg átfutja a rendkívül ritka, mely csak Beregben természetes módon előforduló tőzegáfonya és a boreális elterjedésű tőzegorchidea  Archiválva 2016. március 5-i dátummal a Wayback Machine-ben, mely ugyancsak csak itt fordul elő Magyarországon. A semlyékek jellemző növénye pedig a vidrafű.
A lápok jellemző, állandó növényfaja még a tőzegpáfrány és a tőzegeper mellett a mocsári kocsord és a gyilkos csomorika is.
A ritkás, alacsony lombkoronaszintet molyhos nyír és közönséges nyír, valamint rezgő nyár, a gyér cserjeszintet füles fűz, hamvas fűz és kutyabenge alkotja. Az itten lápok jellemző fafaja még a babérfűz is, melyet az ország területén csak a Szatmár-Beregi-síkság és a Nyírség lápjain találhatunk meg.

## Állatvilága

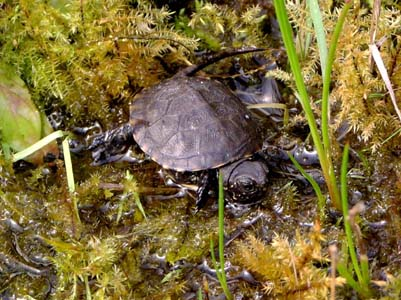
Mocsári teknős

A lápok, mocsarak egykori lakója a lápi póc és a réti csík élőhelyeinek fogyatkozása miatt bár felfedezhető még, de e területen is nagyon megritkult.
Fellelhető itt az elevenszülő gyík és a sok békafajon kívül például a mocsári teknős is.